# Mathías Crocco
Mathías Maximiliano Crocco (Buenos Aires, 25 de enero de 1992) es un futbolista argentino. Se desempeña como mediocampista y desde 2019 juega en Real Pilar, de la Primera B, de Argentina. 

## Trayectoria
Se formó en las inferiores de Huracán, donde nunca jugó en el primer equipo. En 2014, fue contratado por General Lamadrid, haciendo su debut profesional. A principios de 2015 recaló en Fénix, donde permaneció por dos años, y en 2017 se incorporó a Unión San Felipe de Chile.Volvió a su país al año siguiente y allí pasó por Talleres (RdE).

## Clubes
| Club             | País      | Año       |
| ---------------- | --------- | --------- |
| General Lamadrid | Argentina | 2014      |
| Fénix            | Argentina | 2015-2017 |
| Unión San Felipe | Chile     | 2017-2018 |
| Talleres (RdE)   | Argentina | 2018-2019 |
| Real Pilar       | Argentina | 2019-     |